# Le Castro
Pour les articles homonymes, voir Castro.
Le Castro (en anglais : The Castro), parfois aussi appelé le Castro District, est un quartier de San Francisco, en Californie, aux États-Unis, autrefois appelé Eureka Valley.

## Description
Castro Street est l'artère qui a donné son nom à ce quartier de la ville. Il représente le cœur de la communauté gay de San Francisco. L'abréviation « The Castro » est parfois aussi utilisée pour désigner le cinéma Castro Theater, sur Castro Street.
Le quartier gay de San Francisco est concentré plus particulièrement dans le quartier commercial que constitue Castro Street entre Market Street et 19th Street. Il s'étend de Market Street vers Church Street et sur 18th Street des deux côtés de Castro Street sur environ deux pâtés de maisons. Le concept de Greater Castro désigne les zones résidentielles alentour, bordées par le Mission District, Noe Valley, Twin Peaks et Haight-Ashbury. Certains y incluent également les quartiers de Duboce Triangle et de Dolores Heights, où la communauté gay est également très présente.
Castro Street court vers le sud à travers Noe Valley, traversant la zone commerçante de 24th Street, et se termine quelques blocks plus loin, dans le quartier de Glen Park. La rue tient son nom de Joaquin Isidro de Castro, un soldat espagnol qui prit part à l'expédition de Juan Bautista de Anza en Californie au XVIIIe siècle.

## Histoire

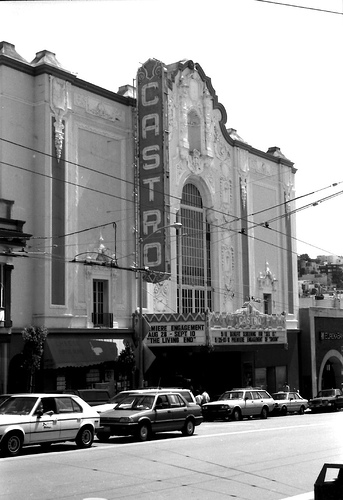
Le cinéma Castro Theater, sur Castro Street.

The Castro émerge comme un pôle de la communauté gay à la suite du Summer of Love, dans le quartier voisin de Haight-Ashbury, en 1967. Mais la concentration de gays dans Eureka Valley commence dès la fin des années 1950, alors les familles américaines désertent les centres-villes pour se relocaliser dans les banlieues, et le quartier subit le même sort. À la fin des années 1970, les loyers y sont bon marché et nombre de citadins éconduits par l'embourgeoisement (gentrification, en anglais) des quartiers voisins commencent à s'y établir.
Le rassemblement concentre alors des dizaines de milliers de jeunes issus généralement des classes moyennes américaines, mais pour la plupart blancs, et essentiellement des hommes.
En 1975, Harvey Milk ouvre un magasin de photo, et devient un militant de la communauté gay particulièrement actif, s'autoproclamant le « maire de Castro » et contribuant à établir le quartier comme une destination homosexuelle. Ignorés par l'association locale de commerçants, Harvey Milk et d'autres propriétaires homosexuels de petites entreprises fondent leur propre association, baptisée Castro Village, officialisant en quelque sorte le nom du quartier gay. De nombreux bars et clubs animent alors la vie nocturne de l'endroit, notamment le Corner Grocery Bar, le Norse Cove, le Pendulum et l'Elephant Walk.
Le quartier fut sévèrement touché par la crise du sida des années 1980. À partir de cette décennie, les pouvoirs locaux décident de forcer la fermeture de nombreux bains publics et lancent des campagnes de sensibilisation pour freiner le progrès du VIH. De nombreuses affiches dans Castro mettent désormais en avant la prévention et la protection lors de rapports sexuels.
À partir de la fin du XXe siècle, Castro Street est parsemée de bars, restaurants et boutiques mettant l'accent sur l'héritage gay du quartier, et misant sur l'attrait touristique. L'Elephant Walk est désormais un bar branché rebaptisé Harvey's, et l'ancienne boutique de Harvey Milk est un magasin qui fait la promotion de l'association Human Rights défendant l'égalité pour tous et notamment la cause de la communauté LGBT. Le Castro est resté majoritairement blanc et masculin, offrant peu d'activités aux plus jeunes homosexuels, mais reste un symbole de la lutte pour la reconnaissance de leur identité et de leurs droits pour la communauté LGBT.
Jusqu'en 2006, le quartier était le théâtre d'un rassemblement informel et bigarré pouvant atteindre plusieurs centaines de milliers de personnes à chaque soirée d'Halloween. L'événement a cependant été interdit en 2007, à cause de violences qui ont perturbé les rassemblements des deux années précédentes.

## Hauts-lieux
- Castro Theatre (salle de cinéma)
- Le coin de 18th Street et Castro Street
- ESPN Broadcasting Relay Centre (l'émission SportsCenter y est enregistrée)
- Le terminus de la ligne de tramway F Market, au carrefour de 17th Street et Castro Street
- Castro Street Station, une station du réseau souterrain Muni
- Harvey Milk Plaza
- La boutique de photo d'Harvey Milk, au 575 Castro Street
- Parc des Triangles roses, au coin de 17th Street et Market Street

## Événements
- Castro Street Fair
- Pink Saturday

## Démographie

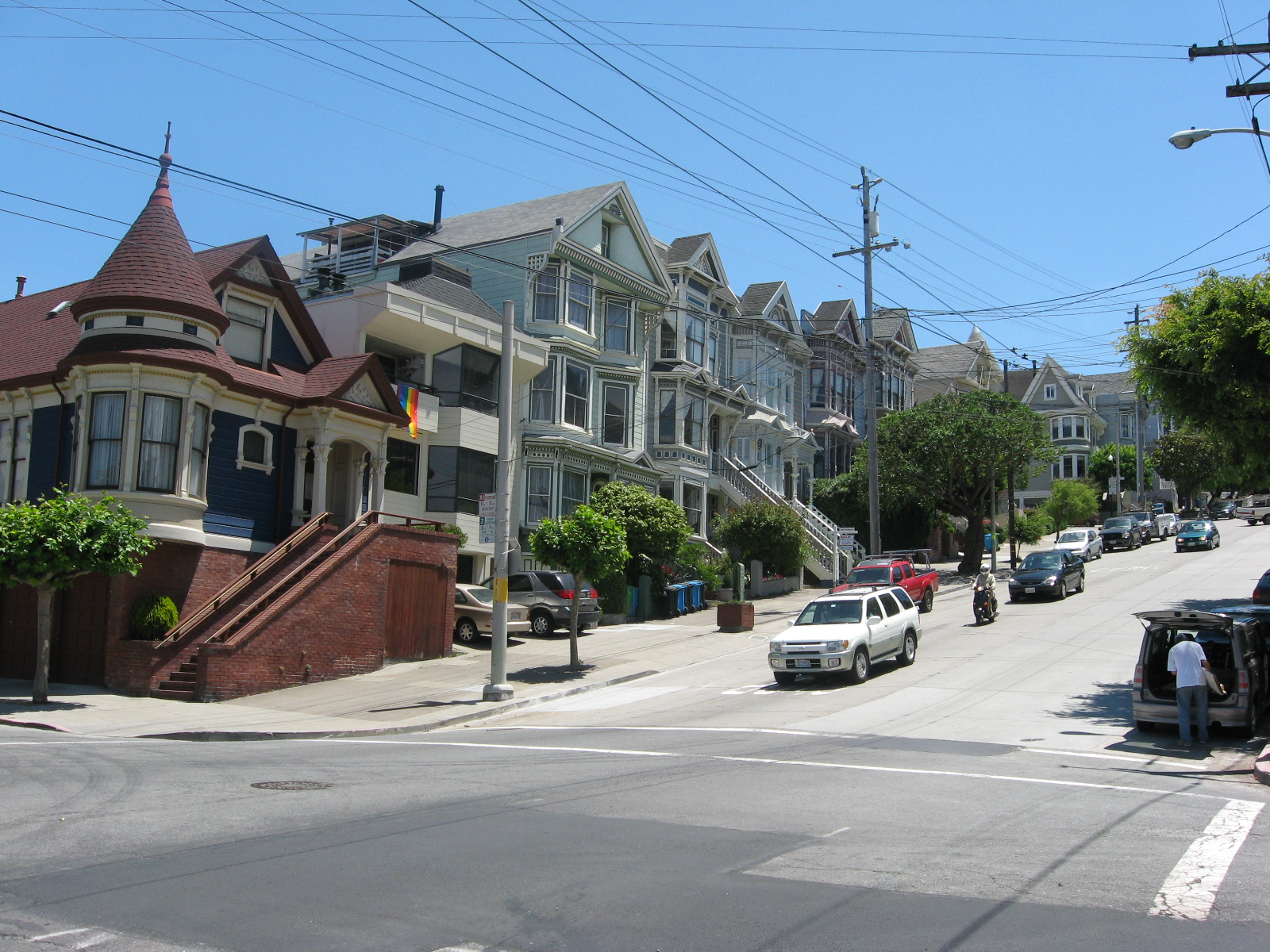
Au coin de la 20e Rue et de Castro Street

En novembre 2000, le journal Noe Valley Voice a publié les statistiques suivantes pour le District 8, qui inclut les quartiers de Noe Valley, Diamond Heigts, Glen Park, Twin Peaks, Corona Heights, Duboce/Reverse Triangle et Castro/Dolores Heights. La source citée était un sondage d'opinion de 1999 auprès de votants inscrits et conduit par David Binder Reseach, une agence d'études d'opinion locale.
- Origines européennes : 81 %
- Âge 30-49 : 54 %
- Hommes : 58 %
- Hétérosexuels : 59 % (89 % city-wide)
- Locataires : 55 %
- Diplômés universitaires : 71 %
- Démocrates : 72 %
- Républicains : 12 %
- Affiliation religieuse : 56 %
- Non pratiquants : 40 %

## Dans la culture populaire
Le film Harvey Milk de Gus Van Sant (2008) se déroule dans le Castro dans les années 1970. Il montre des rues du quartier et le Castro Theatre.
La maison bleue dont parle Maxime Le Forestier dans sa chanson San Francisco est située dans ce quartier, au 3841 de la 18e rue.

## Photographies

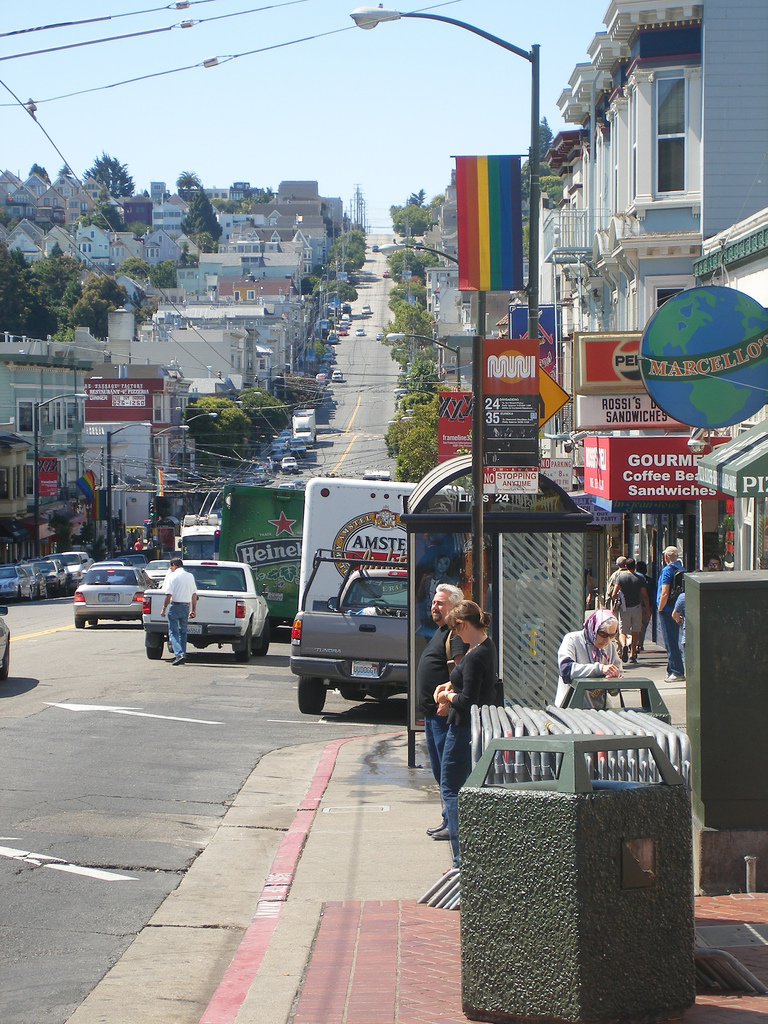
Castro Street
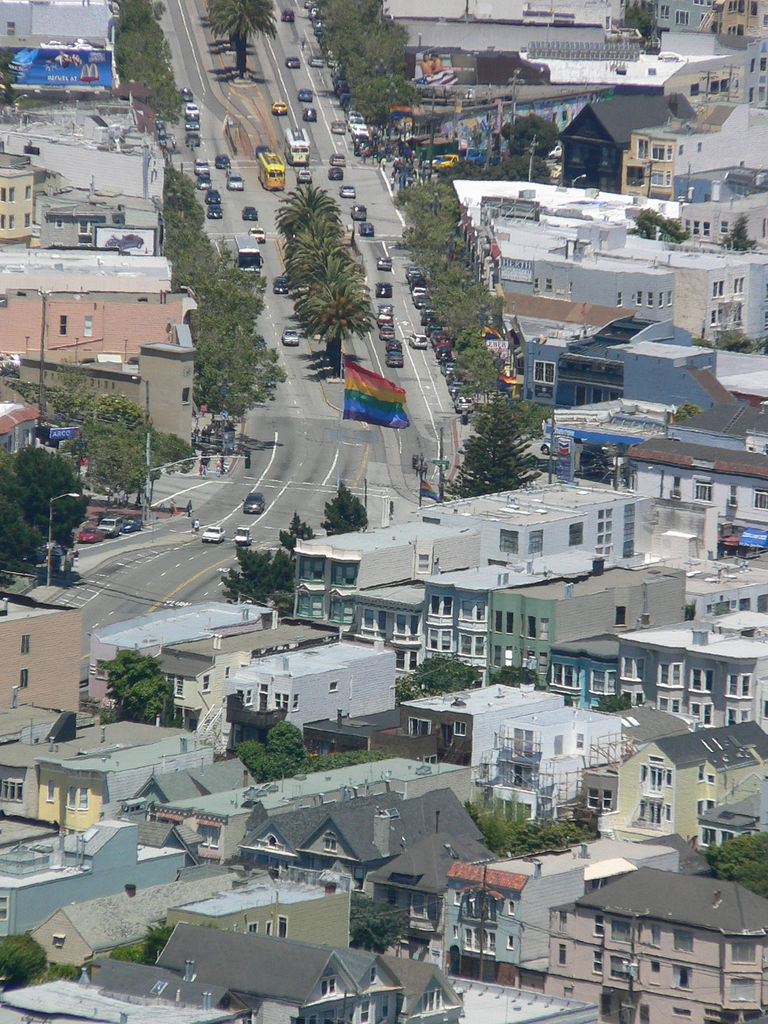
Le Castro
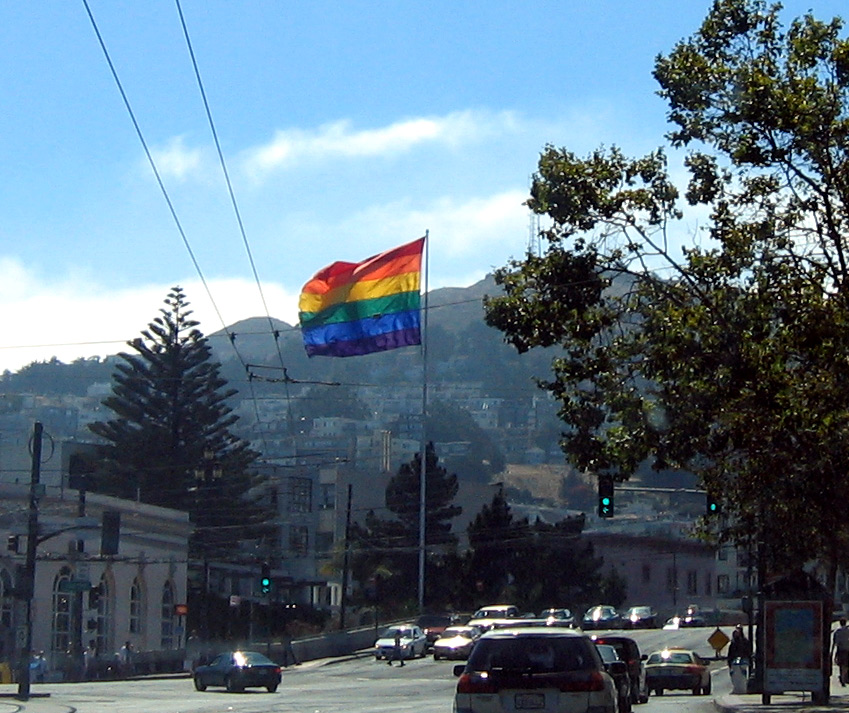
Le Castro